# Mladen Kevo
Mladen Kevo (Stjepan Krst, 14. studenoga 1959.), hrvatski novinar i književnik

## Životopis
Rođen na Stjepan Krstu kao sin Nike Kevo i Cvije rođ. Marić. Osnovnu školu je završio u Privlaci, u Vinkovcima srednju tehničku, smjer strojarstva. U Zagrebu diplomirao na Fakultetu političkih znanosti 1983. godine. Od 1985. se godine profesionalno bavi novinarstvom. Tiskovine u kojima je objavio su Privlačica, Polet, Vinkovački list, Bumerang, Godišnjak Matice hrvatske Vinkovci, Nova Matica, Nedjeljna Dalmacija, Glas Slavonije, Večernji list, Vjesnik i ini. U vrijeme Domovinskog rata bio je ratni izvjestitelj Glasa Slavonije i Vjesnika za vinkovačko-vukovarsko područje. 
Godine 1992. objavio je knjigu Rat za Hrvatsku: istočnoslavonska ratna kronika u kojoj je vremenski obuhvatio razdoblje od pobune i prvih balvana u Kninu u kolovozu 1990. do travnja 1992. kad je rat prešao u fazu zadržavanje osvojenog i kad se Rat u BiH prelio na Sarajevo. U knjizi Hrvatsko predziđe obuhvatio je razdoblje 1992. – 1993. godine. Posebno poglavlje su dokumenti o razmjerima stradanja Hrvata na prostoru Istočne slavonije i Baranje, ukupan broj poginulih, imena i medicinske dijagnoze uzroka smrti poginulih na vinkovačkoj bojišnici, broj prognanih, broj ostalih na okupiranom području, broj srušenih crkava u Biskupiji Đakovačkoj]] i Srijemskoj itd. Godine 1996. objavio je djelo Hrvatski rubikon, koji obuhvaća uglavnom reportaže, komentare i interviewe iz vremena proljeća 1993./kraj 1994., »vrijeme UNPROFOR-a«, ruskog bataljuna u predgrađu Vinkovaca i Plana Z-4, pregovore s vodstvom tzv. RSK u Zagrebu i svih ostalih neuspjelih pokušaja hrvatskog političkog vodstva za rješenje sukoba mirnim putem, vrijeme Maslenice i prvog posjeta Ivana Pavla II. Hrvatskoj. Sadrži i interview s američkim veleposlanikom Galbrightom u Osijeku u kojemu je kazao Hrvatima »da prije nego krenu u oslobađanje zemlje dobro prebroje koliko tenkova imaju«. U knjizi Hrvatska na Dunavu iz 1997., koja je trogodišnja zbirka aktualnih komentara objavljivanih svakog petka navečer na kraju Dnevnika Vinkovačke televizije, obuhvatio je tekstove koji se odnose na razdoblje od proljeća 1995. do ljeta 1997.: od Oluje do Mirne reintegracije hrvatskoga Podunavlja. 
Od 2000. godine živi i radi u Zagrebu. Godine 2003. je objavio knjigu Hrvatsko pitanje. Djelo je zbirka analiza i polemika iz Vjesnikove rubrike »Stajališta« te još neki Kevini neobjavljeni i stopirani članci iz tog vremena. Tu su i tekstovi tematike iz poslijeratna vremena, tada aktualnih političkih zbivanja u državama Jugoistočne Europe kao te zbivanja u Europi i ostaku svijeta nakon napada 11. rujna 2001. u SAD-u. Piše roman Tesarov sin, o jednoj obitelji i posljednjih pola stoljeća zbivanja na hrvatskim prostorima. 
Jedno poglavlje objavljeno je u monografiji o Stjepan Krstu. Opisuje svih doživljaj „Bio je Ivandan“ na Stjepan Krstu, 2011., sa svim reminiscencijama svoje prošlosti, narodne i svjetske politike i stvarnosti.
Bio je direktor Vinkovačke televizije, voditelj projekta i direktor riječke gradske TV Kanal Ri, šef službe za odnose s javnošću Hrvatskih željeznica, voditelj pozivnog centra Grada Zagreba i zamjenik šefa kabineta gradonačelnika Grada Zagreba.

## Djela
Objavio je knjige:
- Rat za Hrvatsku: istočno slavonska ratna kronika, 1992.
- Hrvatsko predziđe, 1993.
- Hrvatski rubikon, 1996.
- Hrvatska na Dunavu, 1997.
- Hrvatsko pitanje, 2003.
- Tesarov sin, roman (u izradi)

## Nagrade i priznanja
Dobio je nagrade:
- Spomenica Domovinskog rata
- Zlatnu plaketu V. gardijske brigade HV Sokolovi
- Priznanje Udruge Vukovarska udovica
- Nagrada Zlatno pero Hrvatskoga novinarskog društva 1993. »za objavljeni osobito zapaženi pojedinačni novinarski rad natprosječne profesionalne vrijednosti«.